# Charles Edward Gruenhagen
Charles Edward Gruenhagen (* 11. Dezember 1833 in Königsberg (Preußen); † 1907) war ein deutscher Richter und Parlamentarier.

## Leben
Charles Edward Gruenhagen studierte Rechtswissenschaften an der Albertus-Universität Königsberg. 1852 wurde er Mitglied des Corps Littuania. Nach dem Studium schlug er die Richterlaufbahn ein. 1865 wurde er Kreisrichter in Memel, 1876 wechselte er als Amtsgerichtsrat an das Amtsgericht Brandenburg an der Havel. 182 wurde er zum Landgerichtsrat am Landgericht Berlin ernannt. Zuletzt war er Landgerichtspräsident am Landgericht Halberstadt.

## Ehrungen
- Charakter als Geh. Oberjustizrat[1]